# Ralph McQuarrie
Ralph Angus McQuarrie (13. června 1929 Gary, Indiana – 3. března 2012 Berkeley, Kalifornie) byl americký konceptuální designér a ilustrátor, tvůrce efektů trilogie Hvězdných válek, televizního seriálu Battlestar Galactica, filmů E.T. - Mimozemšťan a Zámotek, za který získal cenu filmové akademie v kategorii vizuální efekty v roce 1985.

## Mládí
Narodil se v Gary (Indiana) a pobýval na farmě poblíž Billings v Montaně. Během Korejské války sloužil v armádě a přežil střelné zranění hlavy. Po návratu z války se přestěhoval v 60 letech do Kalifornie, kde studoval na Art Center School, následně bydlel v centru Los Angeles. Zpočátku pracoval ve firmě zubního lékařství, kreslil zuby a zubařské vybavení, pracoval jako technický ilustrátor pro firmu Boeing, navrhoval filmové plakáty a pracoval na animacích pro CBS News’s k vesmírnému projektu Apollo v tříčlenné společnosti Reel Three. V této společnosti začínal s Matthew Robbinsem produkovat pro Hal Barwood nějaké ilustrace pro filmové projekty. V roce 1983 se oženil s Joan Benjamin a zůstal s ní až do její smrti.

## Kariéra
"Dělal jsem to nejlepší co jsem mohl, aby film vypadal tak, jak jsem si myslel, že by měl vypadat, opravdu se mi ta představa líbí. Můj dojem ale byl, že to bylo příliš drahé. Nemělo to dost obecenstva. Bylo to jen příliš komplikované. Ale George věděl hodně věcí, které jsem já nevěděl." McQuarrie o Hvězdných válkách.
S režisérem Georgem Lucasem, kterého zaujala jeho práce, při prvním setkání diskutovali o Lucasových plánech pro filmovou vesmírnou fantasy. O několik let později, v roce 1975, ho Lucas pověřil ilustrováním několik scén do skriptu filmu Hvězdné války. Navrhl mnoho z charakteristických prvků filmů, včetně Darth Vadera, dále to byl Chewbacca, R2-D2 a C-3PO, Han Solo, Boba Fett, Obi-Wan Kenobi, mistr Yoda a pro filmy nakreslil mnoho dalších návrhů. Byl to on, kdo navrhl, aby Vader nosil dýchací aparát. Jeho konceptuální malby, včetně scény, kdy R2-D2 a C-3PO přicházejí na planetu Tatooine, pomohli přesvědčit studio 20th Century Fox, aby Hvězdné války, které měli při svém uvedení v roce 1977 grandiózní úspěch, financovali. Pokračoval v práci jako konceptuální návrhář na dvou pokračováních - Impérium vrací úder (1980) a Návrat Jediů (1983). Zahrál si malou roli generála Pharl McQuarrie ve filmu Impérium vrací úder. Bylo to v otvírací sekvenci na základně Echo na planetě Hoth.
Navrhoval cizí kosmické lodi pro filmy režiséra Stevena Spielberga, jako byly Blízká setkání třetího druhu (1977) a E.T. - Mimozemšťan (1982). Jeho práce na filmu Zámotek v roce 1985 mu vynesla cenu Akademie za vizuální efekty. Pracoval také od roku 1978 na televizním seriálu Battlestar Galactica, dále na filmu Dobyvatelé ztracené archy, Star Trek IV: Cesta domů a řadě dalších.

## Odchod
Rick McCallum mu nabídl, aby se stal návrhářem pro prequel trilogie Hvězdné války, což odmítl s poznámkou, že už "nemá páru" a namísto něho byla práce zadána Doug Chiangovi z Industrial Light & Magic. Odešel do výsluhy a jeho návrhy by vystavovány na uměleckých výstavách, včetně výstavy Star Wars: The Magic of Myth v roce 1999. Několik jeho dříve nevyužitých návrhů z původní trilogie bylo ještě využito v animovaném seriálu Klonové války, včetně planety Orto Plutonia, což byl původně jeho návrh planety Hoth.
Zemřel v 82 letech 3. března 2012 v Berkeley (Kalifornie), na komplikace spojené s Parkinsonovou chorobou. Režisér Lucas komentoval jeho smrt: "Jeho geniální příspěvek ve formě nepřekonatelných produkčních obrazů poháněl a inspiroval celé obsazení originální trilogie Hvězdných válek. Když slova nemohla zprostředkovat mé myšlenky, vždy jsem mohl ukázat prstem na jednu z Ralphových báječných ilustrací a říci, uděláme to takto."

## Filmografie
- Star Wars (1977) (produkční ilustrátor)
- Close Encounters of the Third Kind (1977) (designer mateřských lodí)
- Battlestar Galactica (1978) (production and concept illustrator)
- The Star Wars Holiday Special (1978) (ilustrátor)
- The Empire Strikes Back (1980) (designový konzultant, conceptual artist)
- Raiders of the Lost Ark (1981) (ILM ilustrátor)
- E.T. the Extra-Terrestrial (1982) (výtvarník scén, design vesmírných lodí)
- Return of the Jedi (1983) (conceptual artist)
- Cocoon (1985) (conceptual artist)
- Star Trek IV: The Voyage Home (1986) (konzultant vizuálních scén)
- *batteries not included (1987) (conceptual artist)
- Nightbreed (1990) (conceptual artist)
- Back to the Future: The Ride (1991) (conceptual artist)